# Francesco Capelli
Pour les articles homonymes, voir Capelli.
Francesco Capelli dit Caccianemici, (Sassuolo, province de Modène, actif en 1568)  est un peintre italien de la  Renaissance appartenant à l'école lombarde.

## Biographie
Francesco Capelli a appris la peinture dans l'atelier de Antonio da Correggio.
- Ne pas confondre avec Francesco Caccianemici, un peintre contemporain et élève du Primaticcio.

## Œuvres
- Vierge à l'Enfant en Gloire et saints, église saint Sebastien, Sassuolo[1]

## Crédit d'auteurs
- (en) Cet article est partiellement ou en totalité issu de l’article de Wikipédia en anglais intitulé « Francesco Capelli » (voir la liste des auteurs).